# Epiphragma gracilicorne
Epiphragma gracilicorne är en tvåvingeart som beskrevs av Alexander 1916. Epiphragma gracilicorne ingår i släktet Epiphragma och familjen småharkrankar.
Artens utbredningsområde är Colombia. Inga underarter finns listade i Catalogue of Life.